# Euchaetes polingi
Euchaetes polingi är en fjärilsart som beskrevs av Samuel E. Cassino 1928. Euchaetes polingi ingår i släktet Euchaetes och familjen björnspinnare. Inga underarter finns listade i Catalogue of Life.